# アントニ・ヴィト
アントニ・ヴィト（ポーランド語: Antoni Piotr Wit, 1944年2月9日 クラクフ - ）はポーランドの指揮者。

## 略歴
クラクフ国立高等音楽学校を修了後、指揮法をヘンリク・クジツに、作曲をクシシュトフ・ペンデレツキに学び、パリに留学してナディア・ブーランジェとピエール・デルヴォーに師事する。1971年のカラヤン国際指揮者コンクールで入賞しヘルベルト・フォン・カラヤンの薫陶を受け、ザルツブルク音楽祭においてはカラヤンの助手を務めて経験を積んだ。1973年に渡米、タングルウッド音楽祭にてスタニスワフ・スクロヴァチェフスキ、小澤征爾と共に活動した。
1964年から1977年までポモージェ管弦楽団の音楽監督に、1983年から2000年までポーランド国立放送交響楽団の監督に就任。2001年から2013年まで12年間に亘ってワルシャワ国立フィルハーモニー管弦楽団の総監督兼芸術監督を務め、またワルシャワのショパン音楽院にて教鞭を執っている。
この間、ベルリン・フィルハーモニー管弦楽団やシュターツカペレ・ドレスデン、ローマ聖チェチーリア音楽院管弦楽団、チューリヒ・トーンハレ管弦楽団、BBC交響楽団、フィルハーモニア管弦楽団、ロンドン・フィルハーモニー管弦楽団、読売日本交響楽団、新日本フィルハーモニー交響楽団にも客演するなど、各国で活動している。録音の方でも、これまでにNAXOSなどに90点の音源を残している。
ヴィトはポーランド内外の20世紀音楽を得意にしており、シマノフスキやプロコフィエフのほか、ルトスワフスキやペンデレツキの解釈によって知られている。一方、チャイコフスキーやマーラー、リヒャルト・シュトラウスのような19世紀から20世紀初頭にかけての後期ロマン派音楽の解釈でも知られている。